# F1 2013 (joc video)
F1 2013 este un joc video dezvoltat de Codemasters, bazat pe sezonul de Formula 1 din 2013. Utilizează motorul EGO.
F1 2013 a fost lansat în Europa în 2013 pe PlayStation 3, Microsoft Windows și Xbox 360 pe 4 octombrie. O versiune digitală a fost lansată în întreaga lume pentru Steam Store, precum și pe 8 octombrie pentru PlayStation Store și pe 15 octombrie pentru Xbox Games on Demand. Versiunea fizică a jocului a fost amânată în Statele Unite și Canada din cauza problemelor logistice specifice SKU-urilor pentru cele două teritorii. O dată oficială de lansare nu a fost anunțată pentru cele două teritorii, deși în cele din urmă a fost lansată o copie fizică pentru rafturile magazinelor. Întârzierea nu a afectat disponibilitatea versiunii digitale în Statele Unite și Canada, ceea ce înseamnă că utilizatorii puteau achiziționa în continuare jocul prin Xbox Games Store, PlayStation Store și prin Steam la data lansării inițiale.
F1 2013 a fost lansat pe Mac OS X de către Feral Interactive în martie 2014.
O „Ediție Completă” a jocului a fost lansată în unele teritorii. Include jocul complet, precum și tot conținutul clasic de pe disc și este disponibil pe PlayStation 3, Xbox 360 și Microsoft Windows.
F1 2013 a fost disponibil pentru descărcare gratuită pe Xbox 360 în perioada 16-31 mai 2015, ca parte a programului Games With Gold.

## Gameplay-ul
Jocul prezintă toate cele unsprezece echipe și douăzeci și doi de piloți care concurează în sezonul 2013, precum și cele nouăsprezece circuite și Mari Premii. O „Ediție clasică” a jocului include piloți, mașini și circuite suplimentare din anii 1980 și 1990. Mașinile clasice prezentate în acest joc sunt Williams, Lotus și Ferrari. Mașinile din anii 1990 au necesitat descărcarea Pachetului de Mașini Clasice 1990.
Jucătorii se pot juca, de asemenea, cu mașinile vechi pe pistele noi și cu mașinile noi pe pistele vechi, iar GUI se schimbă dacă schimbă deceniile. Murray Walker oferă, de asemenea, o voce introductivă pentru ediția clasică a jocului.

## Recepție
F1 2013 a fost întâmpinat cu recenzii în general pozitive. F1 Fanatic i-a acordat nota 4 din cinci spunând că „Codemasters nu numai că ne-au oferit o experiență plăcută de F1, ci și-au reafirmat angajamentul de a face jocuri de F1 care să fie cu adevărat demne de a purta celebrul logo. Dacă F1 2012 s-a simțit uneori ca o actualizare fără inimă, F1 2013 se simte ca un bun pas înapoi în direcția în care ar trebui să meargă această franciză.”

## Circuite
Jocul prezintă cele nouăsprezece circuite care au fost utilizate în timpul sezonului de Formula 1 din 2013 și patru circuite „clasice”. Cele patru piste suplimentare sunt Brands Hatch, Anglia; Estoril, Portugalia; Imola, Italia (în configurația 1995) și Jerez, Spania (în configurația 1985). Aceste patru circuite au fost folosite împreună în sezonul de Formula 1 din 1986 .